# Windwehe
Die Windwehe, im Oberlauf auch Fettpottbach, ist ein 12,5 Kilometer langer, orographisch rechter Nebenfluss der Lutter (Lutterbach) im Nordosten des deutschen Landes Nordrhein-Westfalen.
Große Teile des Fluss- und Uferbereichs stehen unter Naturschutz. Das Wappen der lippischen Gemeinde Leopoldshöhe wird durch die Darstellung der Windwehe geteilt.

## Verlauf
Die Windwehe entspringt als Fettpottbach unmittelbar an der Bahnstrecke der Bahnstrecke Bielefeld–Hameln in Oerlinghausen-Helpup. Dabei handelt es sich um ein temporäres Fließgewässer, das überwiegend Oberflächenwasser führt. Ab dem Zusammenfluss des Oberlaufs der Windwehe mit dem Kampbach im Leopoldshöher Ortsteil Greste wird die Windwehe dann ausschließlich als Windwehe bezeichnet.
Bei Kilometer 10,4 liegt die Kläranlage von Greste. Vorher wird schon der Holzkampbach und der Eselsbach aufgenommen. Der am Oerlinghauser Marktplatz entspringende Holzkampbach – im Oberlauf „Grütebach“, der auch schon beim Gut Niederbarkhausen in Asemissen vorbeigeflossen ist, hat dann mit rund 4,9 Kilometer schon eine längere Strecke zurückgelegt als Windwehe und Fettpottbach zusammen mit 1,8 Kilometern. Bei Kilometer 9,6 fließt sie unter der Landesstraße 751 hindurch zur Dahlhauser Mühle. Bei Kilometer 7,5 fließt der Pansbach hinzu, bei km 6,0 der Sussieksbach (beide aus Bechterdissen). Der Mühlenbach aus der Nähe des Leopoldshöher Zentrums und ein namenloser Bach aus Schuckenbaum kommen bei Kilometer 4,8 hinzu.
3,2 Kilometer vor der Mündung führt die Landesstraße 805 über die Windwehe, hier fließt dann von rechts ein namenloser Bach aus Nienhagen hinzu, der durch die Gräfte und zwei Teiche des Gutes Eckendorf gestaut wird. Kurz darauf wird bei Kilometer 2,6 die Bundesautobahn 2 über die Windwehe geführt. Hier stößt der Brönninghauser Bach hinzu. Beim Hof Meyer zu Bentrup wird ein Teil der Windwehe gestaut (bei km 2,2). Bei km 1,8 fließt der Eckendorfer Bach hinein, 800 Meter vor der Mündung der Oldentruper Bach und 700 Meter vor der Mündung der Hungerbach. In der Nähe der Müllverbrennungsanlage mündet die Windwehe in die Lutter (Lutterbach).
Die Windwehe entwässert einen Teil der Nordflanke des Teutoburger Waldes und einen Teil des Ravensberger Hügellandes.

## Umwelt
Große Teile des Flussgebietes, der Niederungen und des Waldes der Windwehe sind als Naturschutzgebiet ausgewiesen. Auf dem Gebiet der Gemeinde Leopoldshöhe und an der Grenze zu Bielefeld ist dieses ca. 56,5 Hektar groß und heißt „Windwehetal“. Auf dem Gebiet der Stadt Bielefeld im Stadtteil Brönninghausen setzt es sich als NSG „Windweheniederung“ mit 29,5 ha Größe fort.
Die Windwehe mündet in die Lutter (Lutterbach) mit einer mäßigen Belastung (Güteklasse II). Stärkere Belastungen muss sie durch die Zuflüsse des Pansbachs, des Brönninghauser Bachs und des Oldentruper Bachs verkraften.
Ein gut 100 Meter langer verrohrter Abschnitt des Fettpottbachs wurde im Jahr 2009 renaturiert. Durch den Einbau eines so genannten Trittsteins wurde das Fließgewässer aufgewertet und entspricht nun den EU-Wasserrahmenrichtlinien. Die Maßnahme wurde gemeinsam von der Gemeinde Leopoldshöhe, dem Projekt „Wasser im Fluss“ des Kreises Lippe, dem Land NRW und der Arbeitsgemeinschaft Arbeit (AGA) in nur drei Wochen realisiert. Der größte Teil (80 %) der Kosten in Höhe von etwa 50000 Euro wurde vom Land NRW getragen.

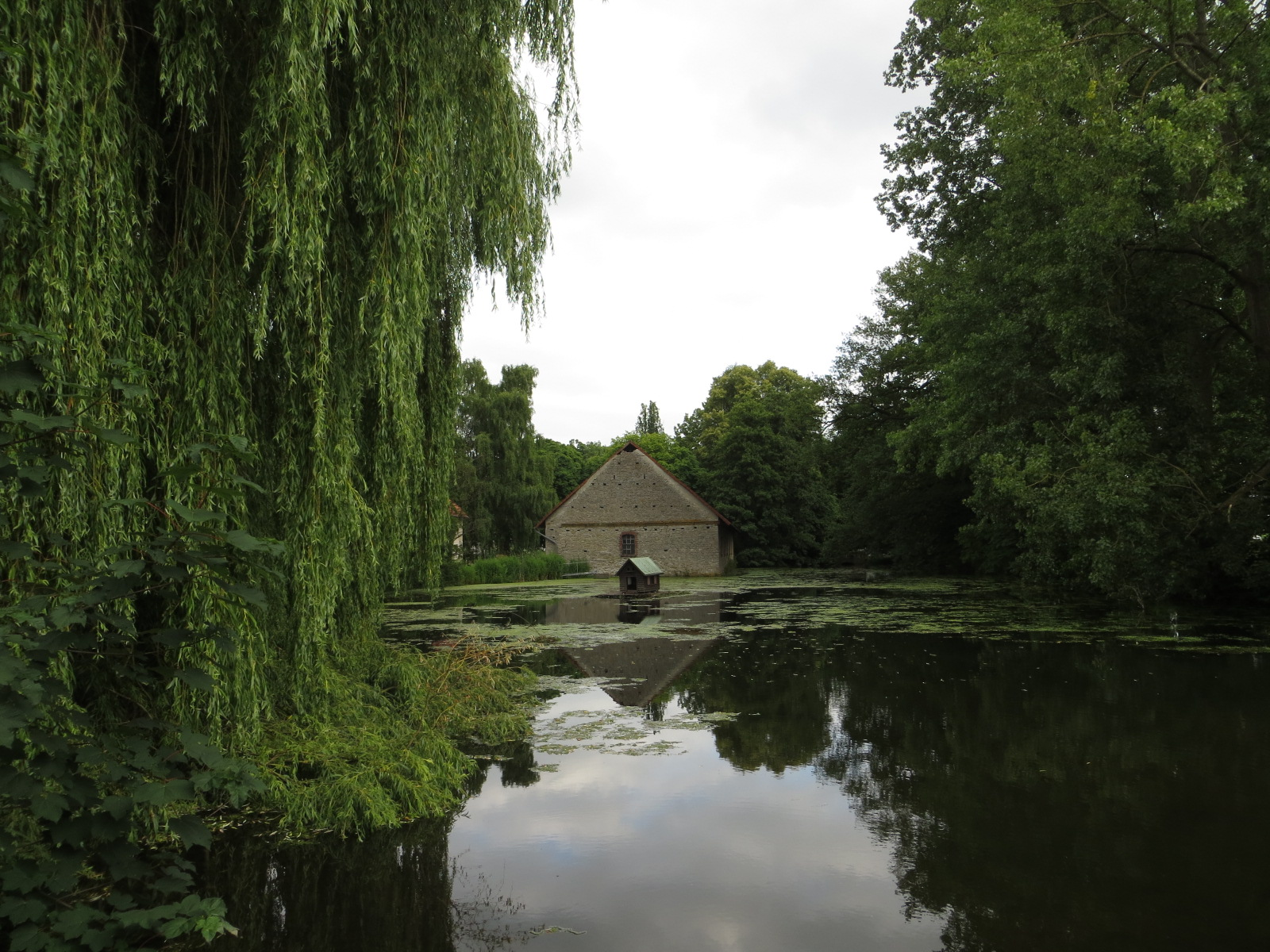
Die gestaute Windwehe bei der 1785 erbauten Wassermühle des Hofes der Meyer zu Bentrup.
Die Windwehe im Wappen der Gemeinde Leopoldshöhe